# Wilmstorf
Wilmstorf ist ein Ortsteil der Stadt Dassow im Landkreis Nordwestmecklenburg in Mecklenburg-Vorpommern. Die Eingemeindung erfolgte am 1. Juli 1950.

## Geografie und Verkehrsanbindung
Wilmstorf liegt nördlich der Kernstadt Dassow an der Landesstraße L 01. Westlich des Ortes erstreckt sich das 580 ha große Naturschutzgebiet Küstenlandschaft zwischen Priwall und Barendorf mit Harkenbäkniederung.

## Sehenswürdigkeiten
In der Liste der Baudenkmale in Dassow ist für Wilmstorf ein Baudenkmal aufgeführt:
- das Gutshaus mit Pferdestall